# Христос і грішниця
Христос і грішниця — епізод новозавітної історії, що міститься в Євангелії від Іоанна у 8:2-11. Ісус Христос не осудив грішницю, яку схопили книжники й фарисеї через перелюб й хотіли побити камінням. Ісус захистив її, звернувшись словами: «хто з вас без гріха нехай першим кине камінь». Почувши це фарисеї та книжники облишили її.
Джерело крилатої фрази  «Хто без гріха?» або «Кинути перший камінь».

## Євангельська розповідь

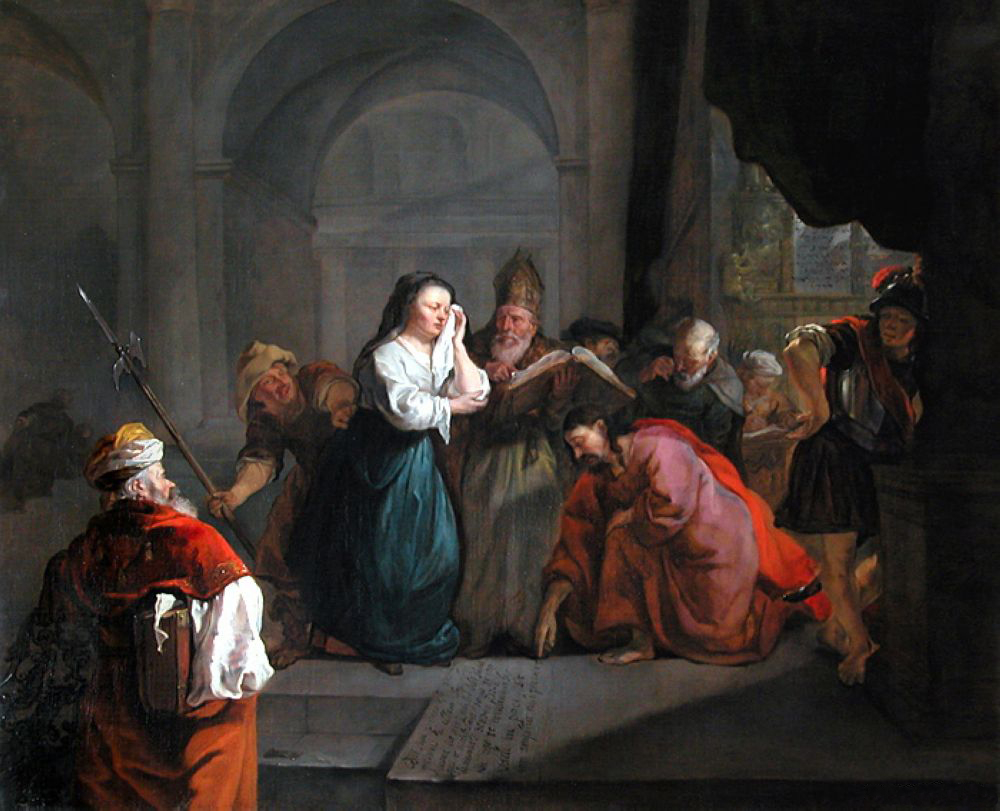
Христос і грішниця (Габріель Метсю, 1653 рік)

…"А вранці знову прийшов у храм, і весь народ ішов до Нього. Він сів і навчав їх. Приводять книжники і фарисеї до Нього жінку, схоплену під час перелюбу, і, поставивши її посередині, кажуть Йому: Учителю, цю жінку взяли нині на перелюбі; а Мойсей в законі повелів нам побивати таких камінням; а Ти що скажеш? Говорили ж це, спокушаючи Його, щоб знайти, за що Його звинуватити. Але Ісус, нахилившись додолу, пальцем писав по землі, не звертаючи на них уваги. Коли ж продовжували запитувати Його, Він, підвівшись, сказав їм: хто з вас без гріха, перший кинь у неї камінь. І знов, нахилившись додолу, писав на землі. Вони ж, почувши це, докорені совістю, почали виходити один за одним, починаючи від старших до останніх; і залишився один Ісус і жінка, яка стояла посередині. Ісус, підвівшись і нікого не побачивши, крім жінки, сказав їй: жінко! Де ті, що звинувачували тебе? Ніхто тебе не осудив? Вона відповіла: ніхто, Господи. Ісус сказав їй: і Я не осуджую тебе; іди, і віднині більше не гріши."— (Ін. 8:2-11)

## Суперечки про справжність розповіді

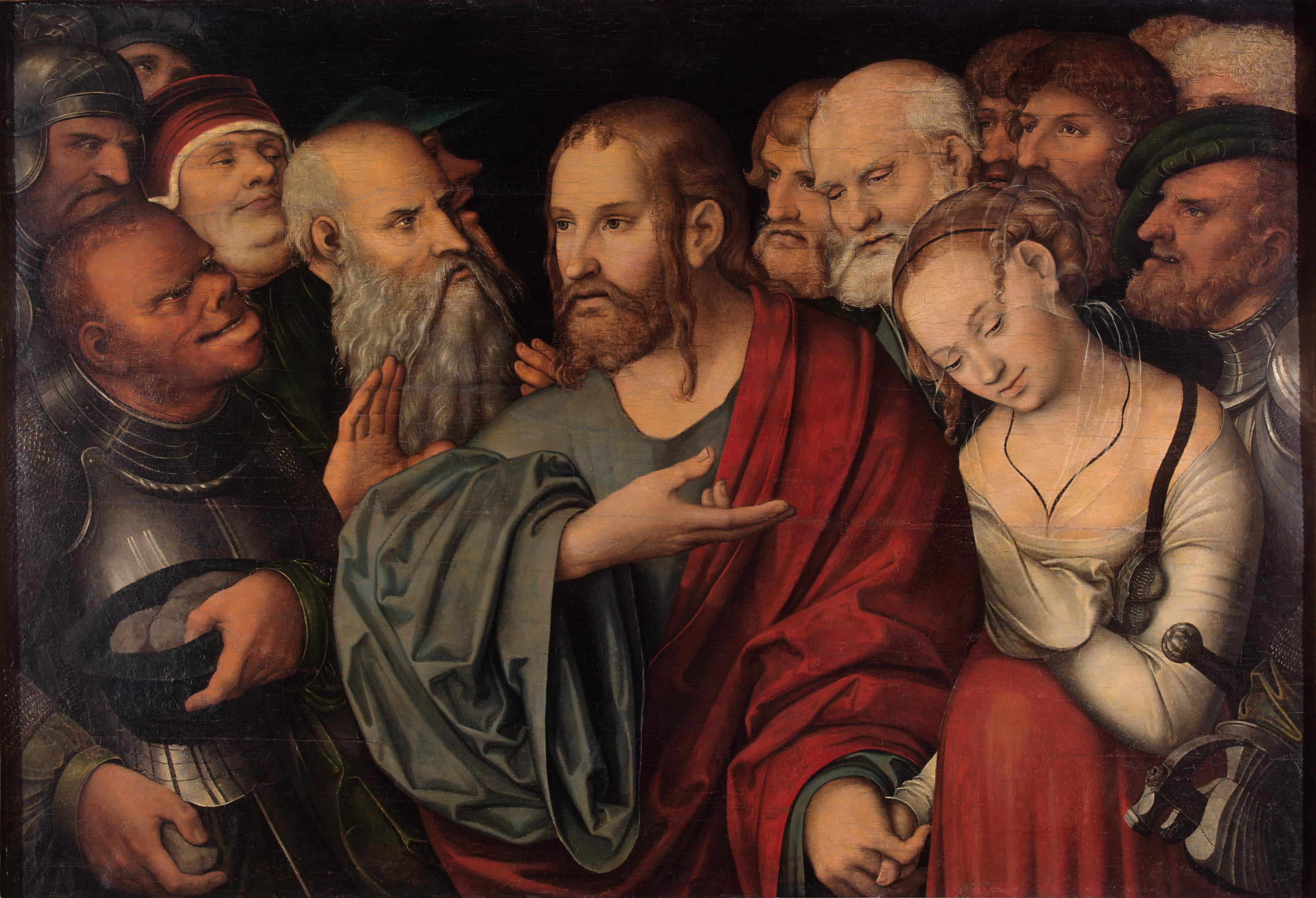
Христос і грішниця
(Лукас Молодший Кранах, бл. 1532 року)

Історія з грішницею відсутня в багатьох древніх списках Нового Завіту: в Синайському кодексі (IV століття), Ватиканському кодексі (IV століття), Сирійському синайському рукописі (IV або V століття), у ряді перекладів вона поміщається тільки у примітках.
Карл Лахманн і Костянтин Тішендорф вважають цю історію пізнішою вставкою з причини того, що стиль цього оповідання не відповідає стилю всього Євангелія від Іоанна. Цей епізод на Сході з'являється вперше в сирійському перекладі Євангелія VI століття, в цей же період починають включати в себе грецькі рукописи. Однак Августин Блаженний (354—430) у своєму творі «Проти Пелагія» пише, що розповідь про грішницю в його час перебувала у багатьох кодексах, як латинських, так і грецьких. Він пише, що ця історія була виключена якимись маловірами зі страху перед зловживаннями, до яких ця розповідь могла привести їх дружин. Цей епізод св. Августин розглядає у екзегетичному Трактаті на Євангеліє від Іоанна, де розташування його відповідає сучасному.
Крім повідомлення Августина ця розповідь була відома:
- в Апостольських постановах (кінець IV століття): «коли старці поставили перед Ним деяку іншу сгрішившу і, надавши суд Йому, вийшли, Він серцевидець Господь, після того, як запитав її чи засудили її старці, а вона сказала: „ні“, — сказав їй: „отже, ідіть, і Я не засуджую тебе“»[6];
- Папію Ієрапольському (пом. в середині II століття), учня Іоанна Богослова, який написав це Євангеліє[2];
- Свт. Амвросію Медиоланському, який приводить цю історію в листі до Студія (№ 50, Maur. № 25), де її і тлумачить. При цьому вірші 7-11 він цитує дослівно, а вміст інших переказує. На думку свт. Амвросія, словами, які Христос писав на землі, могли бути: «Земля, земля! Запиши цих мужів відкинутими»[7] (пор. Єр. 22:29-30).
- Блаженний Єронім Стридонський (342—420) в своїй праці «Розмова проти пелагіан» пише про цей уривок, роблячи цікаве доповнення: «У Євангелії від Іоанна, в багатьох і грецьких, і латинських кодексах знаходиться місце про дружину перелюбну, яка звинувачувалася перед Господом». Тут же Ієронім згадує, що Христос, нахилившись, писав «звичайно, гріхи тих що звинувачували <…> згідно писанню пророка: „Ті, що Мене покидають, на піску будуть списані, бо вони покинули Господа, джерело живої води.“» (Єр. 17:13). Ієронім був укладачем єдиного тексту Нового Завіту, який відомий тепер християнському світу як латинська Вульгата. Тобто вже в V столітті святий Ієронім знає цей епізод як частину саме Євангелія від Іоанна, але не іншої книги Біблії[8].

## Богословське тлумачення

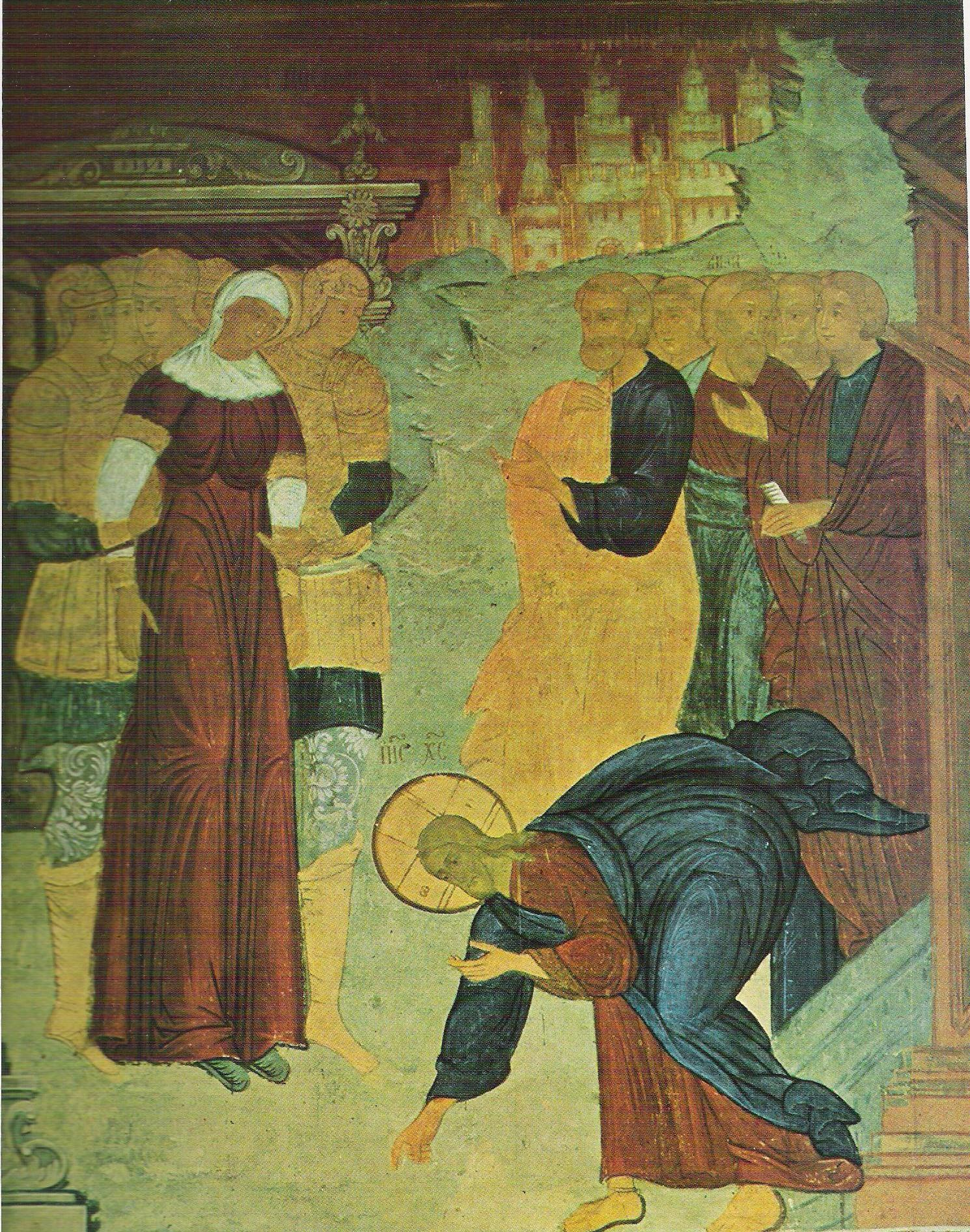
Христос і грішниця (фреска Софійського собору в Вологді)

Грецький текст повідомляє, що жінка була взята за перелюбом «επ αυτοφωρψ» тобто на місці злочину і за таких обставин, що ніхто не може заперечити про її вину. Смертна кара за перелюбство була закріплена юдейським законодавством Лев 20:10 і Втор 22:13-24. Євфимій Зігабен пише, що задум фарисеїв полягав у тому, що милосердний Ісус пощадить і жінку яка порушила закон і дасть цим привід для звинувачень проти нього. Так само міркував на Заході і блаженний Августин, додаючи, що якби Христос погодився на побиття камінням, то він вчинив би всупереч Своїй лагідності, завдяки якій і розташував до Себе народ, але фарисеям ясно, що Він так не вчинить.
Дія Ісуса, коли він, не відповідаючи тим хто запитав його, почав щось писати пальцем на землі, є жестом, який «роблять ті, які не бажають відповідати запитувачам про що-небудь недоречне і непристойне. Знаючи лукавство, Ісус Христос продовжував писати на землі і показував вигляд, що Він не звертає уваги на те, що вони говорили». Потім він дав відповідь «хто з вас без гріха, нехай перший кине на неї камінь» і знов продовжив писати на землі. Згідно З Втор 17:7 свідок злочину повинен був перший кинути камінь у злочинця і, виголосивши таку відповідь, Ісус розглядає призвели до нього жінку людей не як офіційних суддів, а лише обвинувачів. По одному з поширених думок, Ісус написав на землі свою відповідь і потім перерахував назви гріхів, у яких були винні обвинувачі жінки. Деякі вважають, що на користь такого тлумачення служить використання в тексті (Ів. 8:6) замість звичайного грецького ἔγραφεν («він написав») форми κατέγραφεν, що може означати «записав (перелік чиїхось проступків, гріхів)». У Септуагінті в Книзі Іова дієслово в цій же формі ужито в значенні «перераховувати (гріхи)»: «Бо Ти пишеш (κατεγραψας) на мене гіркоти й приписуєш провини мені гріхи юності моєї» (Йов 13:26). Однак форма ἔγραφεν також може вживатися у значенні «записувати, складати список», так що сам по собі цей аргумент не має істотного значення, тим більше що у Івана в тому ж уривку для позначення тої ж дії вживається і форма ἔγραφεν (Ин 8:8). Блаженний Августин дивується мудрій відповіді Ісуса, оскільки Він не показав Себе противником законного правосуддя, але, апелюючи до того ж правосуддя, перед яким винні самі обвинувачі, врятував жінку і виявив Своє милосердя.
Заключні слова Ісуса до прелюбодійки — «Не засуджую й Я тебе. Іди собі, але більш не гріши!» (Ів. 8:11), на думку блаженного Августина Аврелія і архієпископа Аверкія не повинно розумітися як неосудження гріха, позаяк Христос прийшов «спасати загиблих». Архієп. Аверкій пропонує наступне трактування цих слів — «І Я не караю тебе за твій гріх, але хочу, щоб ти покаялася: іди і надалі не гріши». Августин зазначає, що цими словами Христос також заспокоїв грішницю, яка могла б на підставі відповіді фарисеям очікувати, що карає її Сам безгрішний Христос.

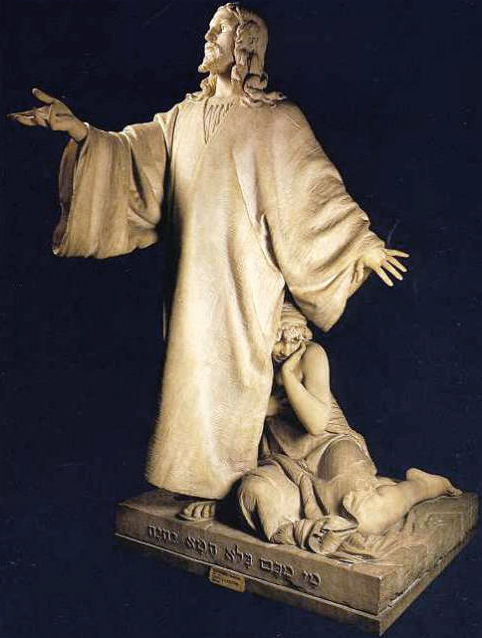
Rodolfo_Bernardelli: Christ and the Adulterous Woman, 1881, Національний музей образотворчих мистецтв, Бразилія

У Зігабена дається тлумачення, що Ісус Христос знав, що вона розкаялася всім серцем і достатнім для неї покаранням служила публічність її осоромлення перед численними свідками. Також відзначають, що хоча деякі богослови вважають, що Ісус простив гріх перелюбства цій жінці, але при цьому в інших випадках він зазвичай прямо говорить: прощаються тобі гріхи (Мф 9:2; Мк 2:5; Лк 5:20 та ін.).

## Дивись також
Покаяння, Сповідь, Гріх, Гамартія
Гріх, Спокуса та Метанойя (навернення)
The Woman Taken in Adultery (Rembrandt)
Сусанна (епізод Книги Даніїла)